# Vosges (département)
Pour les articles homonymes, voir Vosges.
Les Vosges (/voːʒ/, ) sont un département français de la région Grand Est, situé dans la région historique de Lorraine. Elles tirent leur nom du massif des Vosges, qui occupe une grande partie de son territoire. Son chef-lieu est Épinal. L'Insee et La Poste lui attribuent le code 88.
Le département est divisé en cinq principales régions naturelles : les Hautes-Vosges gréseuses, les Hautes-Vosges cristallines, la Vôge, la plaine sous-vosgienne et le pays de Neufchâteau,.

## Histoire

Les Vosges et les provinces et territoires qui occupaient son territoire en 1756 :
Duché de Lorraine
Duché de Bar
Les Trois-Évêchés
Champagne
Principauté de Salm
Franche-Comté

Carte du département des Vosges en 1790.

Occupant le sud de la province de Lorraine et quelques communes de Champagne et de Franche-Comté, le département des Vosges est l'un des 83 départements créés à la Révolution française le 4 mars 1790, en application de la loi du 22 décembre 1789.
Le 21 février 1793, la principauté de Salm-Salm, enclave lorraine de l'Empire, gérée par la municipalité de Senones, demande un rattachement à la France. Le départ prudent de sa famille princière à l'été 1791 et surtout le blocus français des vivres de 1792 force les salmiens au rattachement à la république, alors que les impôts étaient plus bas ici qu'en France. Ce rattachement est ratifié par la Convention nationale le 2 mars 1793. En 1795, à la suite d'une réfection du canton de La Broque, créée à partir des terres de Salm en vallée de la Bruche, des communes alsaciennes environnant Schirmeck et des communes des anciennes terres du Ban de la Roche initialement incluses dans le Bas-Rhin, sont rattachées au département des Vosges.

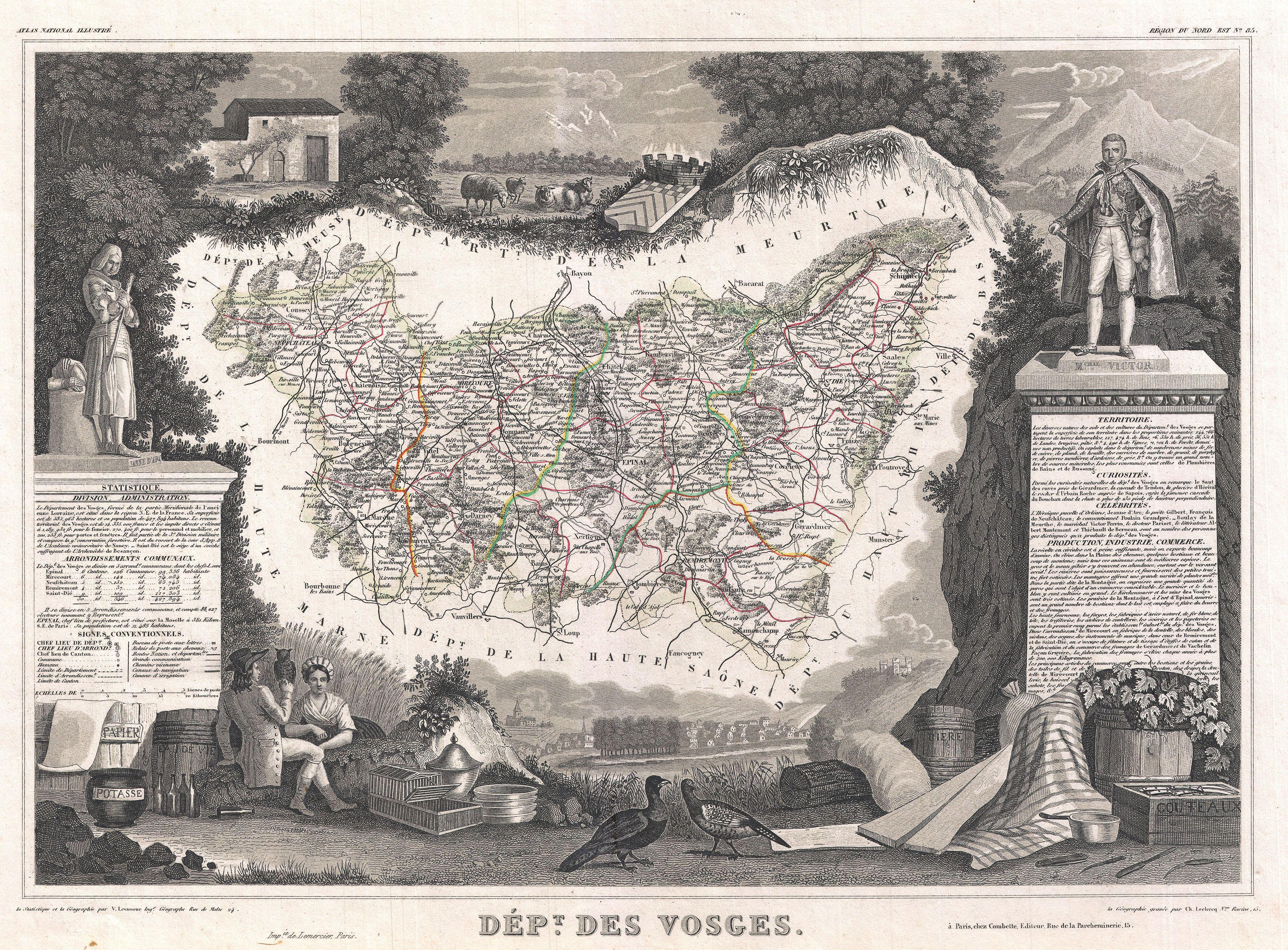
Carte de 1852.

En 1871, à la suite du traité de Francfort du 10 mai, une convention additionnelle signée à Berlin et à Paris les 21 et 23 juillet, annexe à l'Empire allemand dix-huit communes des Vosges soit le canton de Schirmeck et la moitié du canton de Saales, comprenant 21 000 habitants et une superficie de 19 415 ha. Raon-sur-Plaine réduit à 860 ha, puisque la commune est amputée de son territoire stratégique sur le Donon, est rendu ultérieurement à la France le 12 octobre 1871 puis incorporé sur demande des habitants au canton de Raon-l'Étape. Les communes du canton de Saales restées françaises forment en 1872, avec Beulay, le canton de Provenchères-sur-Fave.
Les territoires vosgiens annexés par l'Empire allemand en 1871 ont été rendus à la France par le traité de Versailles de 1919 mais sont restés rattachés au Bas-Rhin.

## Héraldique
| Blason | Blasonnement : D’argent mantelé de sinople aux trois sapins arrachés de l’un et de l’autre, au chef d’or chargé d’une cotice de gueules surchargée de trois alérions d’argent. Commentaires : Le mantelé symbolise le relief des montagnes. Les forêts, symbolisées par les trois sapins, y sont tantôt vertes tantôt blanches, suivant les saisons. Le chef rappelle que la majeure partie du département appartenait au duc de Lorraine. |

## Géographie

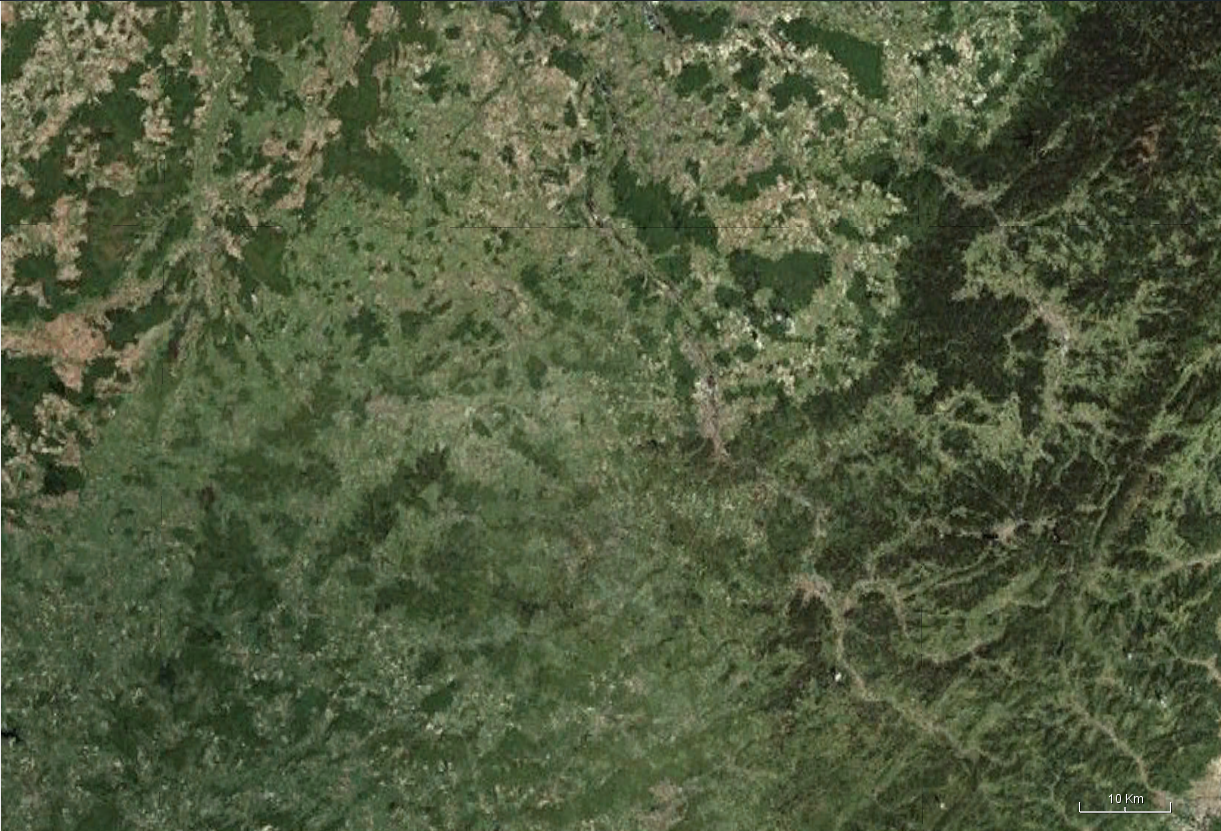
Vue satellite du département des Vosges.

Le département des Vosges fait partie de la région Grand Est, il est entouré par les départements de la Meuse et de Meurthe-et-Moselle au nord qu'il croise au site des trois bornes, du Bas-Rhin et du Haut-Rhin à l'est, du Territoire de Belfort et de la Haute-Saône au sud, et de la Haute-Marne à l'ouest.
| Meuse       | Meurthe-et-Moselle                    | Bas-Rhin                                        |
| Haute-Marne | Vosges                                | Haut-Rhin                                       |
|             | Haute-Saône (Bourgogne-Franche-Comté) | Territoire de Belfort (Bourgogne-Franche-Comté) |

Le département a la particularité d'être à cheval sur quatre bassins fluviaux : 
- celui du Rhin avec la Moselle et ses affluents dont la Vologne et la Meurthe ;
- celui du Rhône par la Saône ;
- celui de la Meuse qui draine l'extrême-ouest où elle reçoit le Vair ;
- celui de la Seine par l'Ornain, sous-affluent de la Marne qui reçoit la Maldite aux environs de Grand. La commune de Trampot est la seule du département à faire partie du bassin versant de la Seine.

Le département n'est en adéquation avec son nom que dans sa partie orientale montagneuse. On peut ainsi distinguer deux moitiés disparates de part et d'autre d'Épinal. L'ouest du département, comprenant la Vôge et le Xaintois, est une région de collines avec un couvert de feuillus. L'est, tantôt granitique, tantôt gréseux, est plus élevé et couvert de forêts de résineux. Avec 47 %, le taux de boisement du département se situe à la quatrième place après la Guyane, les Landes et le Var. La partie orientale et montagneuse du département dépasse ce pourcentage moyen.
La partie la plus élevée est incluse dans le parc régional des Ballons.
Le point culminant du département est le Hohneck à 1 363 m d'altitude.

Paysages des Vosges :
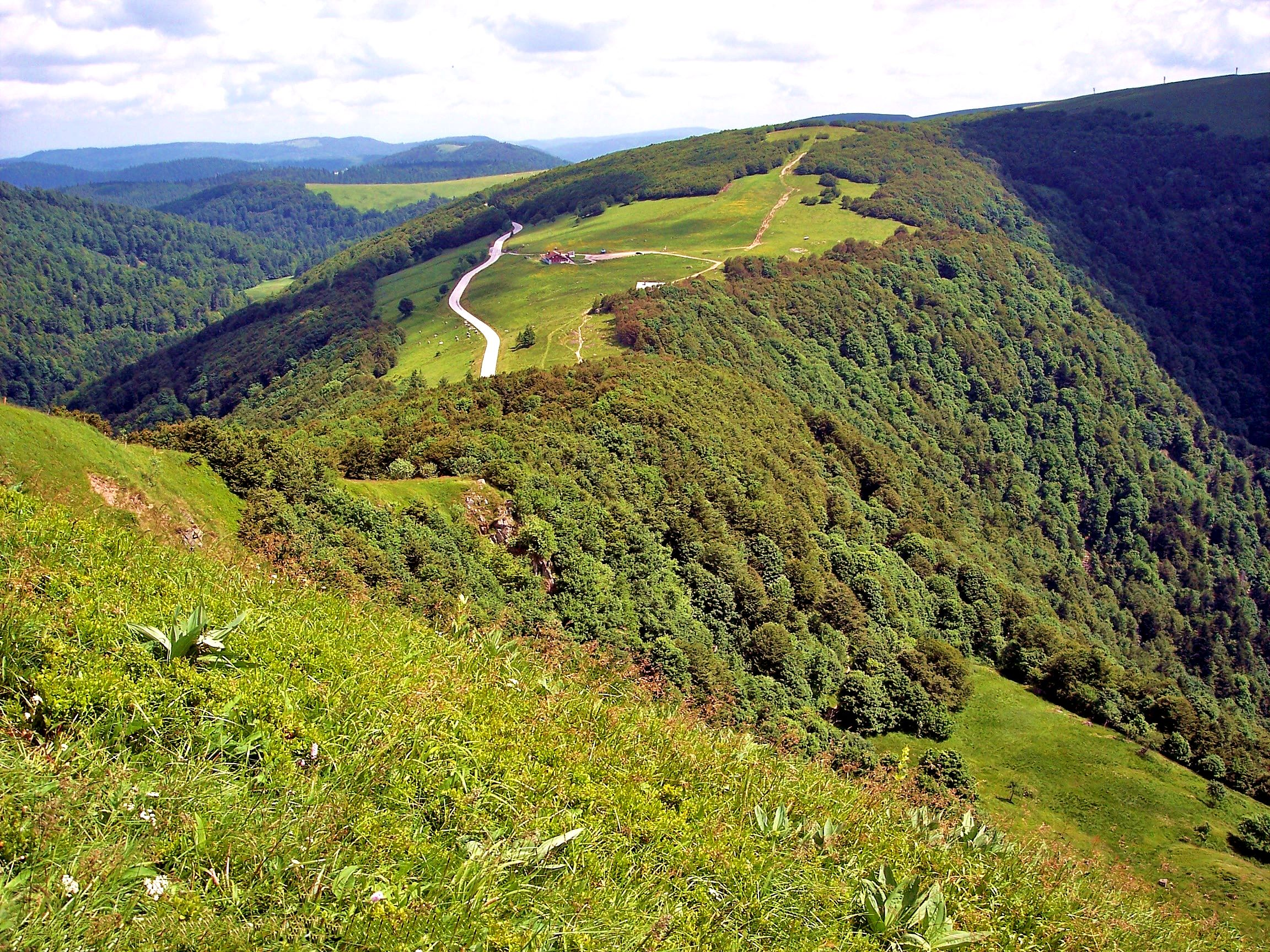
Le massif à la limite avec le Haut-Rhin, au sud-est.
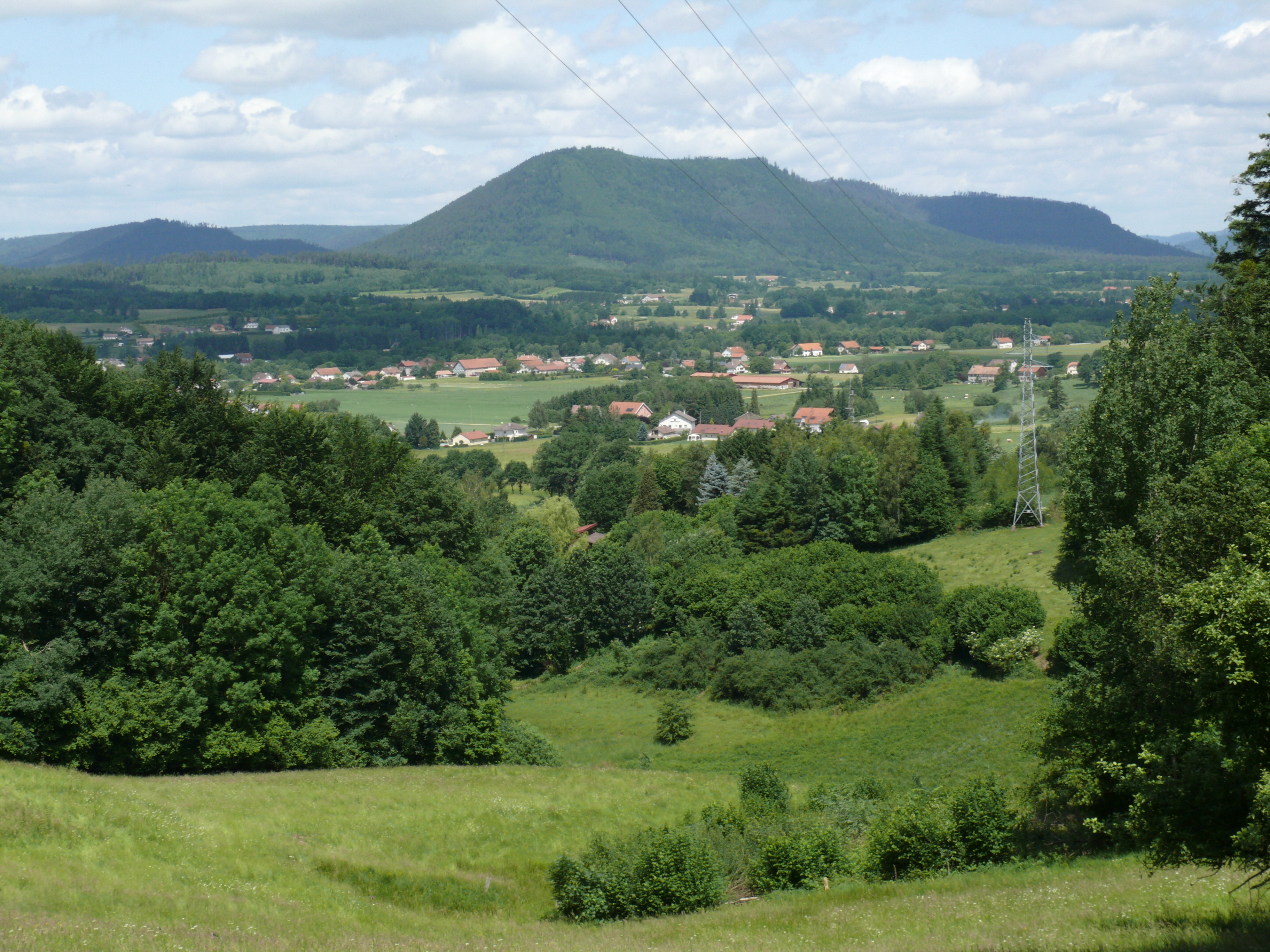
Le massif du Kemberg, au nord-est
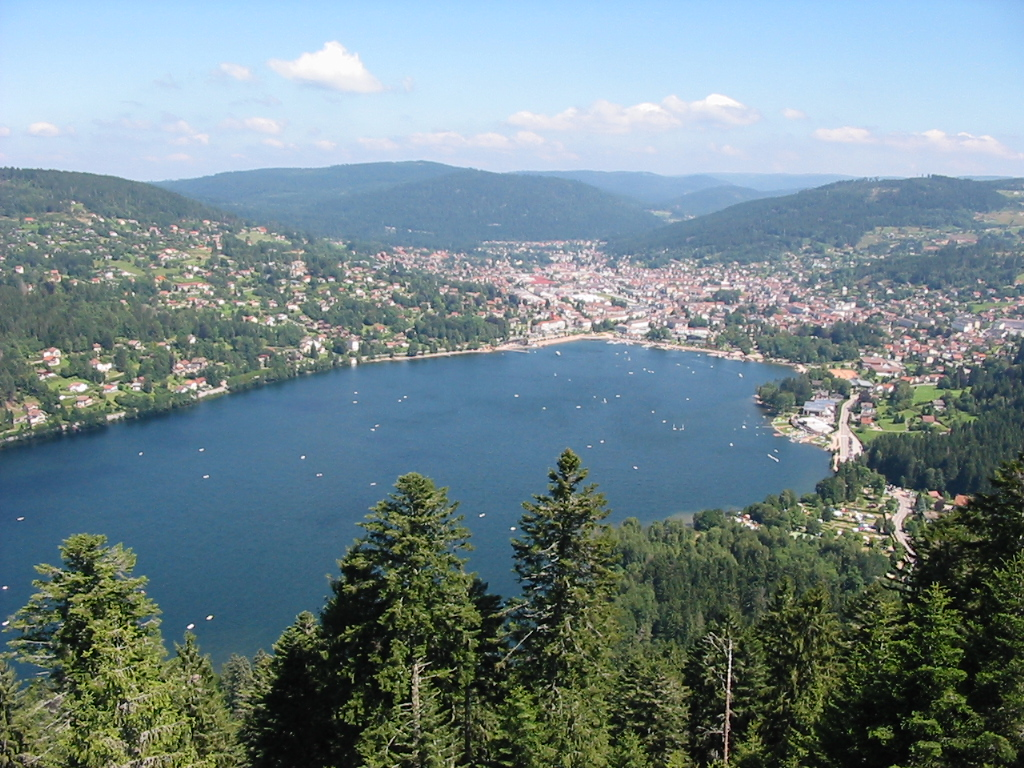
Le lac de Gérardmer à l'est.
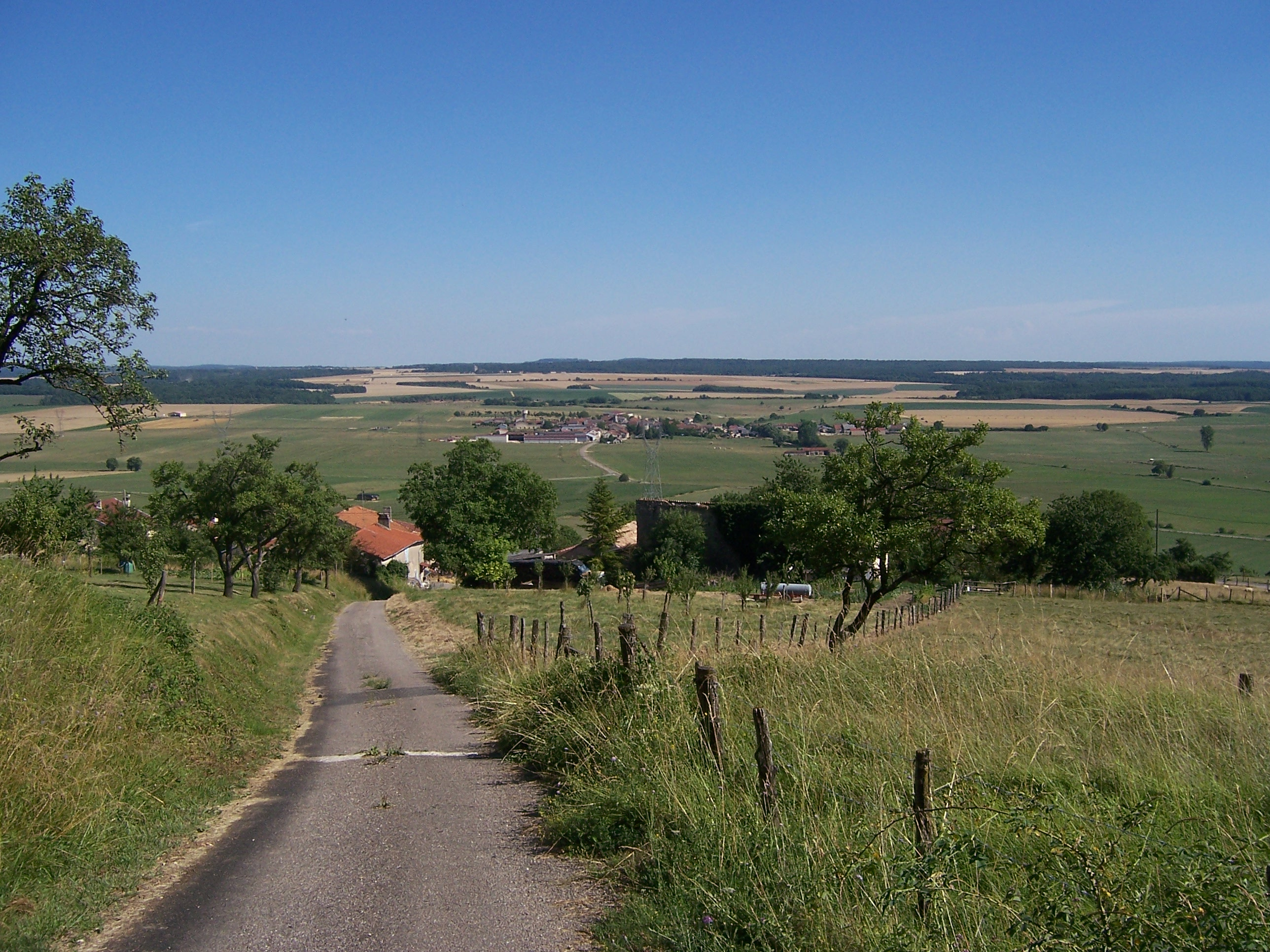
Clérey-la-Côte, au nord-ouest.

## Climat

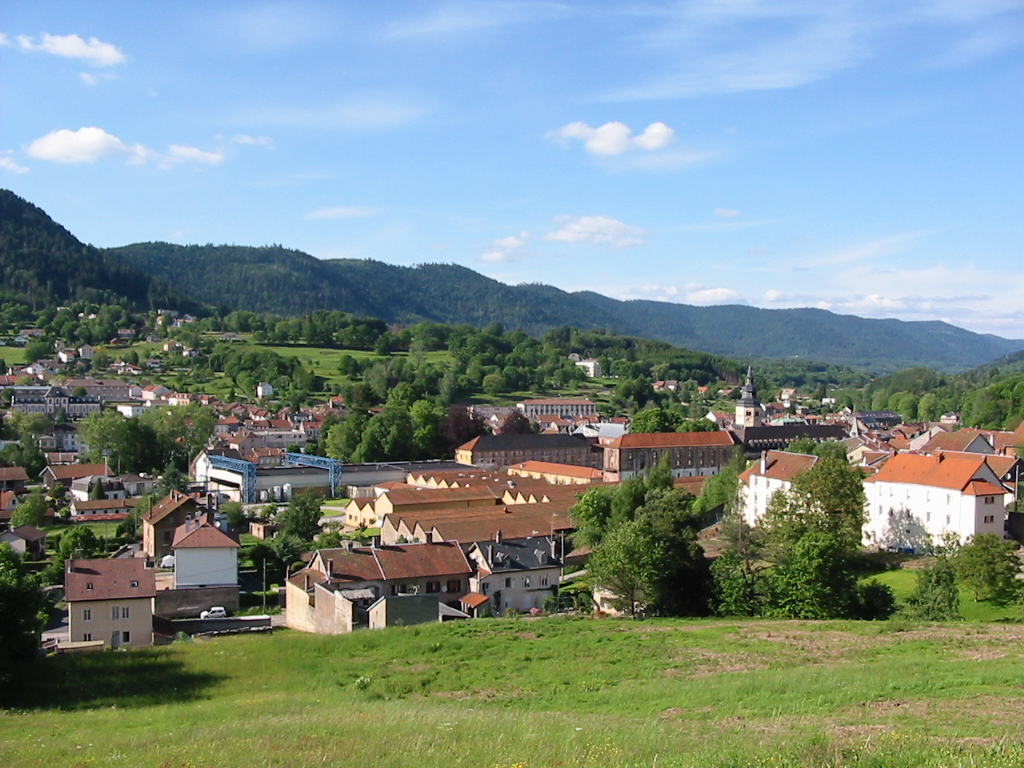
Senones, petite ville vosgienne typée.

## Tourisme
Le tourisme dans les Vosges a, depuis le XIXe siècle, ses lettres de noblesse de « tourisme familial » du fait des activités praticables dans le département, surtout dans la partie montagneuse du Massif des Vosges, mais il exprime aujourd’hui plus largement son éventail de possibilités d’accueil en valorisant ses sites et en faisant valoir son histoire et son patrimoine industriel.
Les Vosges étant en effet le deuxième département le plus boisé de France métropolitaine (à la suite de la tempête dans les Landes en 2009), elles offrent des possibilités de balades et de randonnées en forêt et en montagne très nombreuses, que ce soit à pied, à vélo ou à cheval.

## Démographie
Les Vosges sont une région de moyenne montagne, où la population s'est concentrée le long des vallées. Grâce à un important développement industriel (exploitation forestière et industries dérivées), les villes sont nombreuses, mais de taille assez faible. Seule l'agglomération d'Épinal (préfecture du département) dépasse 50 000 habitants, et la seule autre ville importante est Saint-Dié-des-Vosges avec 19 324 habitants en 2022.

En 2022, le département comptait 358 700 habitants, en évolution de −2,96 % par rapport à 2016 (France hors Mayotte : +2,11 %).
| 1791 | 1801    | 1806    | 1821 | 1826 | 1831    | 1836    | 1841    | 1846 |
| ---- | ------- | ------- | ---- | ---- | ------- | ------- | ------- | ---- |
| -    | 308 920 | 334 169 | -    | -    | 397 987 | 411 034 | 419 992 | -    |

| 1851    | 1856    | 1861    | 1866    | 1872    | 1876    | 1881    | 1886    | 1891    |
| ------- | ------- | ------- | ------- | ------- | ------- | ------- | ------- | ------- |
| 427 409 | 405 708 | 415 485 | 418 998 | 392 988 | 407 082 | 406 862 | 413 707 | 410 196 |

| 1896    | 1901    | 1906    | 1911    | 1921    | 1926    | 1931    | 1936    | 1946    |
| ------- | ------- | ------- | ------- | ------- | ------- | ------- | ------- | ------- |
| 421 412 | 421 104 | 429 812 | 433 914 | 383 684 | 382 100 | 377 980 | 376 926 | 342 315 |

| 1954    | 1962    | 1968    | 1975    | 1982    | 1990    | 1999    | 2006    | 2011    |
| ------- | ------- | ------- | ------- | ------- | ------- | ------- | ------- | ------- |
| 372 523 | 380 676 | 388 201 | 397 957 | 395 769 | 386 258 | 380 952 | 379 975 | 378 830 |

| 2016    | 2021    | 2022    | - | - | - | - | - | - |
| ------- | ------- | ------- | - | - | - | - | - | - |
| 369 641 | 360 673 | 358 700 | - | - | - | - | - | - |

La population du département est restée très longtemps stable. La diminution des activités agricoles étant compensée par l'essor industriel, le département passa de 397 987 habitants en 1831 à 433 914 en 1911, progressant lentement mais assez régulièrement. Tombée à 383 684 habitants en 1921, la population se maintiendra ensuite, culminant à 397 957 en 1975. Depuis cette date, la population du département baisse régulièrement du fait notamment de la désindustrialisation.

### Communes les plus peuplées
| Nom                  | Code Insee | Intercommunalité                       | Superficie (km2) | Population (dernière pop. légale) | Densité (hab./km2) | Modifier                                    |
| -------------------- | ---------- | -------------------------------------- | ---------------- | --------------------------------- | ------------------ | ------------------------------------------- |
| Épinal               | 88160      | CA d'Épinal                            | 59,24            | 32 296 (2022)                     | 545                | modifier les données · modifier les données |
| Saint-Dié-des-Vosges | 88413      | CA de Saint-Dié-des-Vosges             | 46,15            | 19 324 (2022)                     | 419                | modifier les données · modifier les données |
| Golbey               | 88209      | CA d'Épinal                            | 9,49             | 8 827 (2022)                      | 930                | modifier les données · modifier les données |
| Thaon-les-Vosges     | 88465      | CA d'Épinal                            | 28,37            | 8 433 (2022)                      | 297                | modifier les données · modifier les données |
| Gérardmer            | 88196      | CC Gérardmer Hautes Vosges             | 54,78            | 7 685 (2022)                      | 140                | modifier les données · modifier les données |
| Remiremont           | 88383      | CC de la Porte des Vosges Méridionales | 18,00            | 7 500 (2022)                      | 417                | modifier les données · modifier les données |
| Neufchâteau          | 88321      | CC de l'Ouest Vosgien                  | 31,94            | 6 813 (2022)                      | 213                | modifier les données · modifier les données |
| Raon-l'Étape         | 88372      | CA de Saint-Dié-des-Vosges             | 23,71            | 6 011 (2022)                      | 254                | modifier les données · modifier les données |
| Rambervillers        | 88367      | CC de la Région de Rambervillers       | 20,64            | 5 032 (2022)                      | 244                | modifier les données · modifier les données |
| Vittel               | 88516      | CC Terre d'Eau                         | 24,13            | 4 766 (2022)                      | 198                | modifier les données · modifier les données |
| Mirecourt            | 88304      | CC de Mirecourt Dompaire               | 12,12            | 4 746 (2022)                      | 392                | modifier les données · modifier les données |
| Charmes              | 88090      | CA d'Épinal                            | 23,49            | 4 489 (2022)                      | 191                | modifier les données · modifier les données |
| Saint-Nabord         | 88429      | CC de la Porte des Vosges Méridionales | 38,50            | 3 983 (2022)                      | 103                | modifier les données · modifier les données |
| La Bresse            | 88075      | CC des Hautes Vosges                   | 57,94            | 3 947 (2022)                      | 68                 | modifier les données · modifier les données |
| Vagney               | 88486      | CC des Hautes Vosges                   | 24,91            | 3 873 (2022)                      | 155                | modifier les données · modifier les données |

## Transports
- Autoroutes : le département des Vosges est desservi à l'ouest par l'A31.
- Routes nationales : la RN 57 traverse les Vosges centrales reliant Nancy à Besançon et dessert notamment Épinal, Remiremont et Plombières-les-Bains en 2×2 voies ; la RN 66 relie Remiremont à l'Alsace ; la RN 59 relie Lunéville à Saint-Dié-des-Vosges puis la RN 159 prend le relais jusqu'en Alsace via le tunnel Maurice-Lemaire.
- Aéroport : l'aéroport d'Épinal-Mirecourt n'a plus de desserte commerciale régulière.
- Chemin de fer : les gares d'Épinal, de Remiremont et de Saint-Dié-des-Vosges reçoivent des TGV en provenance de Paris. Celle de Neufchâteau accueillait un TGV en provenance de Lyon et Montpellier mais n'est plus desservi que par des TER à grand parcours. La gare de Vittel n'est plus desservie que les week-ends d'été par un train en provenance de Paris.

## Architecture
Le style des maisons et des fermes anciennes est caractérisé par leurs portes de grange en arrondi.

## Culture
- Blason des Vosges
- Théâtre du Peuple à Bussang
- Musée de l'Image
- Imagerie d'Épinal

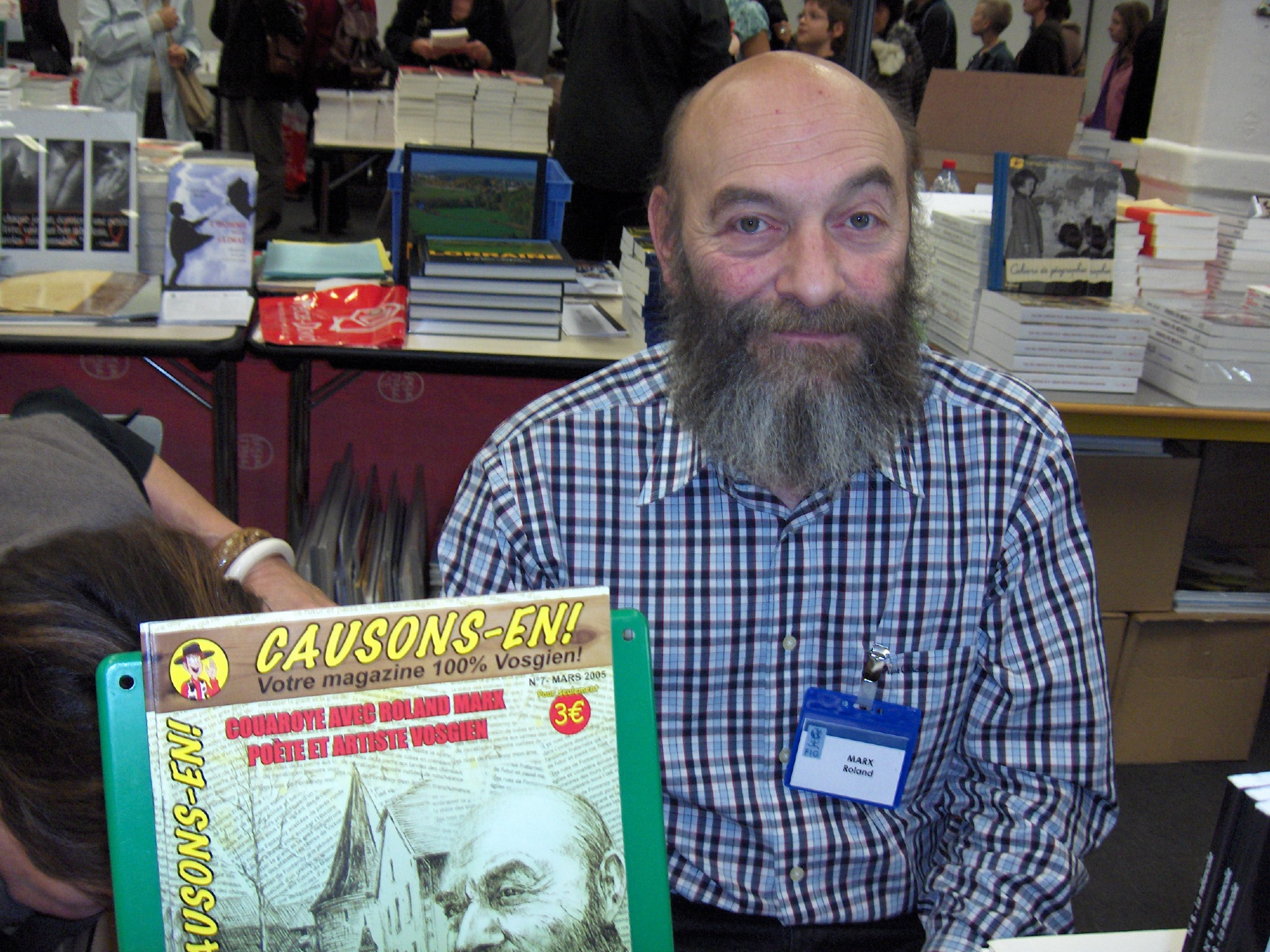
Le poète Roland Marx au 18e Festival international de géographie de Saint-Dié-des-Vosges.

- Musée départemental d'art ancien et contemporain
- Musée du Chapitre
- Musée de la Lutherie à Mirecourt
- Groupe folklorique municipal Les Pinaudrés de Épinal
- Les Grandes Gueules
- Claude Vanony
- Brice Mangou
- Festival international du film fantastique de Gérardmer
- Ligne bleue des Vosges
- Festival international de géographie (FIG) à Saint-Dié-des-Vosges

### Langue
D'après Abel Hugo, en 1835, il existait entre les habitants des diverses communes du département, des différences notables dans le parler vosgien.
Vers 1845, l'accent alsacien dominait dans les contrées qui touchent aux départements du Haut et du Bas-Rhin. Quant à l'accent comtois, il dominait lui aussi dans les contrées qui avoisinent le département de la Haute-Saône. À la même époque, le vieil accent lorrain, ayant survécu aux révolutions politiques, était encore présent dans les villes comme dans les campagnes, trahissant l'origine du Vosgien. Le patois était encore à cette époque l'idiome préférentiellement usité dans les communes rurales.

## Cultes et lieux de culte
Le département des Vosges abrite plusieurs lieux de culte de diverses religions.
De nombreux lieux de culte catholiques de grande importance se situent dans le département. Les Vosges correspondent, pour l’Église catholique, au diocèse de Saint-Dié, dont la cathédrale se situe dans la sous-préfecture de Saint-Dié-des-Vosges. Le département abrite en outre trois basiliques : la basilique Saint-Maurice d'Épinal, la basilique Saint-Pierre-Fourier de Mattaincourt ainsi que la basilique du Bois-Chenu à Domrémy-la-Pucelle. Dans ce même village se trouve par ailleurs l'église Saint-Rémy, dans laquelle fut baptisée Jeanne d'Arc. On note aussi dans le département la présence d'anciennes abbayes de grande renommée avant leurs dissolutions : l'abbaye de Remiremont, l'abbaye Saint-Pierre de Senones, l'abbaye Saint-Hydulphe de Moyenmoutier ou encore l'abbaye Saint-Pierre d'Étival.

## Politique
- Liste des députés des Vosges
- Liste des sénateurs des Vosges
- Liste des conseillers départementaux des Vosges
- Conseil départemental des Vosges

## Administration
- Liste des préfets des Vosges
- Arrondissements du département des Vosges
- Liste des intercommunalités du département des Vosges
- Liste des cantons du département des Vosges
- Liste des communes du département des Vosges
- Liste des anciennes communes du département des Vosges

## Médias
- Presse écrite : Vosges Matin, 100 % Vosges, Vosges Hebdo, L'Écho des Vosges
- Télévision : ViàVosges, France 3 Lorraine
- Web TV : Touteslesvosges.fr
- Radio : Magnum la radio, Radio Star, Ici Sud Lorraine  (ex France Bleu Sud Lorraine), Radio Gué Mozot, Radio Cristal (Vosges), Cocktail FM (Hautes-Vosges), Résonance FM, Radio Bellevue, Vosges FM

## Marque territoriale
Je Vois la Vie en Vosges

## Personnalités nées dans les Vosges
- Julien Absalon (cycliste, double champion olympique de VTT cross-country)
- Jeanne d'Arc (héroïne et mystique barroise, lorraine et française, canonisée en 1920)
- René Aubry (compositeur)
- Christian Bareth (écrivain)
- Maurice Barrès (écrivain)
- Jacky Boxberger (athlète français, 1949-2001)
- Julien Bontemps (véliplanchiste)
- Nacer Bouhanni (cycliste, champion de France sur route 2012)
- Nicolas-Constant Cadé (sculpteur et professeur)
- Jean-Marie Cavada (journaliste)
- Gilberte Cournand (journaliste et critique de danse, mécène)
- Darry Cowl (comédien, musicien)
- Hubert Curien (homme politique et chercheur)
- Julie-Victoire Daubié (première bachelière de France)
- Alain Devaquet (homme politique)
- Émile Durkheim (sociologue)
- Jules Ferry (homme politique, fondateur de l'école laïque gratuite)
- René Fonck (pilote de chasse, as de l'aviation)
- Pierre Fourier (prêtre canonisé, fondateur de la congrégation enseignante Notre-Dame)
- Claude Gellée dit « le Lorrain » (peintre)
- Nicolas Gilbert (poète)
- Yvan Goll (poète)
- Maxime Gueny (journaliste)
- Kalidou Koulibaly (footballeur)
- Jeremy Faure (vidéaste)
- Jack Lang (homme politique)
- François-Théodore Legras (maitre-verrier)
- Maurice Lemaire (homme politique, initiateur du tunnel Vosges-Alsace)
- Jean Lurçat (peintre, créateur de tapisseries)
- Louis Madelin (historien)
- Laurent Mariotte (animateur télé)
- Marcel Mauss (anthropologue)
- Jules Méline (homme politique)
- Christophe Mengin (cycliste)
- Maxime Mermoz (joueur de rugby)
- Bertrand Munier (écrivain)
- Vincent Munier (photographe)
- Damien Nazon (cycliste)
- Jean-Patrick Nazon (cycliste)
- Clément Noël (skieur alpin)
- Victor Noir (journaliste)
- Philippe Olivier (musicologue)
- Pierre Pelot (écrivain)
- Jean-Sébastien Petitdemange (journaliste)
- Laurane Picoche (double championne de France de cross-country)
- Jean-Paul Pierrat (32 fois champion de France en ski de fond)
- François Joseph Hubert Ponscarme (sculpteur médailleur)
- Damien Parmentier (historien)
- Frédéric Pottecher (chroniqueur judiciaire, écrivain)
- François Rauber (pianiste, compositeur, arrangeur et chef d'orchestre)
- Henri Richelet (artiste peintre)
- Emmanuelle Riva (actrice)
- Jean Rodhain (fondateur du Secours catholique)
- Richard Rognet (poète)
- Thierry Rollet (écrivain)
- Robert Rollis (comédien)
- Raymond Ruyer (penseur et philosophe)
- Jean Nicolas Truchelut (horloger, inventeur et photographe)
- Claude Vanony (humoriste)
- Dominique Walter (chanteur et humoriste)
- « Justes parmi les nations[14] », dont Sofka Skipwith et Marie-Antoinette Gout
- Stéphane Brogniart (ultratrailer, conférencier)